# Arvid Richter
Arvid Robert Vilhelm Richter, född 8 april 1901 i Lund, död 29 september 1963 i Täby, var en svensk sångare. 
Richter var en av de folkparksartister som reste runt och sjöng visor, operetter och romanssånger under 1900-talets första hälft. Han sjöng in cirka 30 stenkakor. Under åren 1962–1963 arbetade han som musiklärare på Stiftelsen Viggbyholmsskolan i Täby.
Han var 1928–1942 gift med skådespelaren Katie Rolfsen (1902–1966) och hade barnen Sven (född 1929) och Sonja (född 1934). Arvid Richter är begravd på Täby norra begravningsplats.

## Filmografi
- 1954 – Taxi 13

## Teater

### Roller
| År   | Roll        | Produktion                                         | Regi         | Teater        |
| ---- | ----------- | -------------------------------------------------- | ------------ | ------------- |
| 1932 | Medverkande | Här va' de'!, revy Gösta Stevens och Kar de Mumma  | Björn Hodell | Södra Teatern |
| 1936 | Medverkande | Klart söderut, revy Kar de Mumma och Åke Söderblom | Björn Hodell | Södra Teatern |